# Арутюнян, Анна Рафаэловна
Анна Рафаэловна Арутюнян (род. 18 июля 1983 года) — российский искусствовед, член-корреспондент Российской академии художеств (2012).

## Биография
Родилась 18 июля 1983 года.
В 2006 году — окончила отделение истории и теории искусства исторического факультета МГУ.
В 2012 году — избрана членом-корреспондентом Российской академии художеств от Отделения искусствознания и художественной критики.
Старший научный сотрудник Научного отдела Московского музея современного искусства.
С 2009 года работает в творческом тандеме с А. С. Егоровым.

### Основные публикации
- Арутюнян А. Р. Художники театра и кино. Путеводитель по коллекции Московского музея современного искусства. М., 2014.
- Арутюнян А. Р. Георгий Якулов в Московском Камерном театре // Георгий Якулов — мастер разноцветных солнц / Гос. Третьяковская галерея. М., 2015, с. 169—182.
- Арутюнян А. Р., Егоров А. С. Введение; Против зерна // Иван Новиков. Каталог. М., 2020, с. 3-4; с. 233—268.

### Кураторская деятельность
Куратор масштабных экспозиций коллекции MMOMA, среди которых «От штудии к арт-объекту», 2009 г. (также автор и составитель каталога), «Сны для тех, кто бодрствует», 2013 г. (совместно с Егоровым А. С.), «Музей с предсказаниями», 2014—2015 гг. (совместно с Церетели В.З и Егоровым А. С.), «Персональный подход. Залы художников в Московском музее современного искусства», 2018 г. (совместно с Андреевой Л. В. и Егоровым А. С.).
Автор концепции и куратор долгосрочной выставочной программы Образовательного центра MMOMA «Коллекция. Точка обзора» (с 2017 г. по наст. время, совместно с Егоровым А. С.)